# Gagrella aorana
Gagrella aorana is een hooiwagen uit de familie Sclerosomatidae.